# Ellen DeGeneres
Ellen Lee DeGeneres (Metairie, Luisiana, 26 de enero de 1958) es una actriz y presentadora de televisión estadounidense. Ganadora de varios premios Emmy, ha presentado dos galas de los Emmy, los premios Grammy en 1996 y 1997 y fue la maestra de ceremonias de la 79.ª y 86.ª gala de los premios Óscar. Es la primera persona de la historia que presenta las tres galas. Conformó, durante una temporada, el jurado del cotizado programa de talentos American Idol.

## Primeros años
Sus padres son Elliot DeGeneres, vendedor de seguros, y Elizabeth (Betty) Jane. Desciende de familia francesa, inglesa, alemana e irlandesa.
Al igual que su hermano Vance DeGeneres, actor y guitarrista del grupo musical de rock Cowboy Mouth, fue educada como cristiana científica hasta los trece años. Sus padres se divorciaron en enero de 1974. Después del divorcio, Betty Jane se casó con el vendedor Roy Gruessendorf en 1975, cuando Ellen tenía 17 años. Junto a Gruessendorf, Betty Jane y los menores se trasladaron de Nueva Orleans a Atlanta, Texas. DeGeneres se graduó en la Atlanta High School el 21 de mayo de 1976.
Volvió a su ciudad natal para matricularse en Ciencias de la Comunicación en la Universidad de Nueva Orleans. Un semestre más tarde, dejó las clases para trabajar en un bufete de abogados. También trabajó vendiendo ropa, como camarera, pintora de casas, limpiadora, secretaria, presentadora y bailarina a tiempo parcial. Finalmente, se dio cuenta de que no deseaba rendir cuentas a un jefe y comenzó a pensar qué era lo que realmente deseaba hacer.

## Carrera

### Comedia de monólogos
Siempre que los amigos de DeGeneres celebraban una fiesta, pedían que ella hiciera un número cómico, a lo que ella accedía. Pronto empezaron a pedirle que hiciera monólogos cómicos en pequeños clubes y cafeterías, y eventualmente entró a trabajar en el Club de la Comedia de Clyde (Clyde's Comedy Club), el único de su clase en Nueva Orleans. Mientras trabajaba allí en 1981, DeGeneres grabó sus actuaciones.
Tras recorrer los Estados Unidos realizando su número cómico, fue elegida en una competición nacional en 1982 por el canal de televisión de pago Showtime como la persona más graciosa de Estados Unidos. A partir de ahí comenzó a aparecer en programas cómicos y nocturnos.
Poco después, DeGeneres fue invitada a actuar en el Tonight Show por el productor Jim McCawley para su primera aparición en 1986. Fue la primera comediante a la que solicitaron que acompañara a Johny Carson en su primera visita. McCawley estaba convencido de que DeGeneres llegaría a ser la mejor y se deshacía en elogios cada vez que se la mencionaba.
Antes de conseguir su propio programa, DeGeneres comenzó su carrera televisiva en las comedias de situación Open House (1989-1990) y Laurie Hill (1992).
DeGeneres también participó en dos especiales de la cadena HBO. El primero se llamó Ellen DeGeneres: The Beginning ("Ellen DeGeneres: El comienzo") (2000) y se grabó en directo en el Teatro Bacon de Nueva York. El más reciente, grabado en el mismo lugar, se llamó Ellen DeGeneres: Here and Now ("Ellen DeGeneres: Aquí y ahora") (2003). Después de comenzar su programa, DeGeneres anunció que no volvería a realizar monólogos ni giras.
Su estilo cómico ha sido comparado con el del humorista Bob Newhart, especialista en monólogos. Fue elegida la número 16 en la lista de los 100 mejores monologuistas de todos los tiempos de Comedy Central.

### La comediaEllen

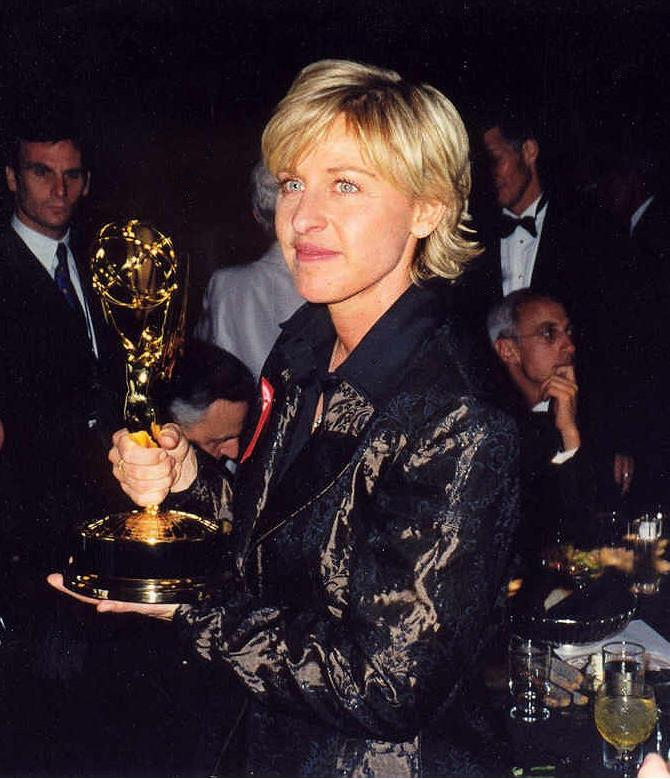
DeGeneres en la entrega de los premios Primetime Emmy en 1997.

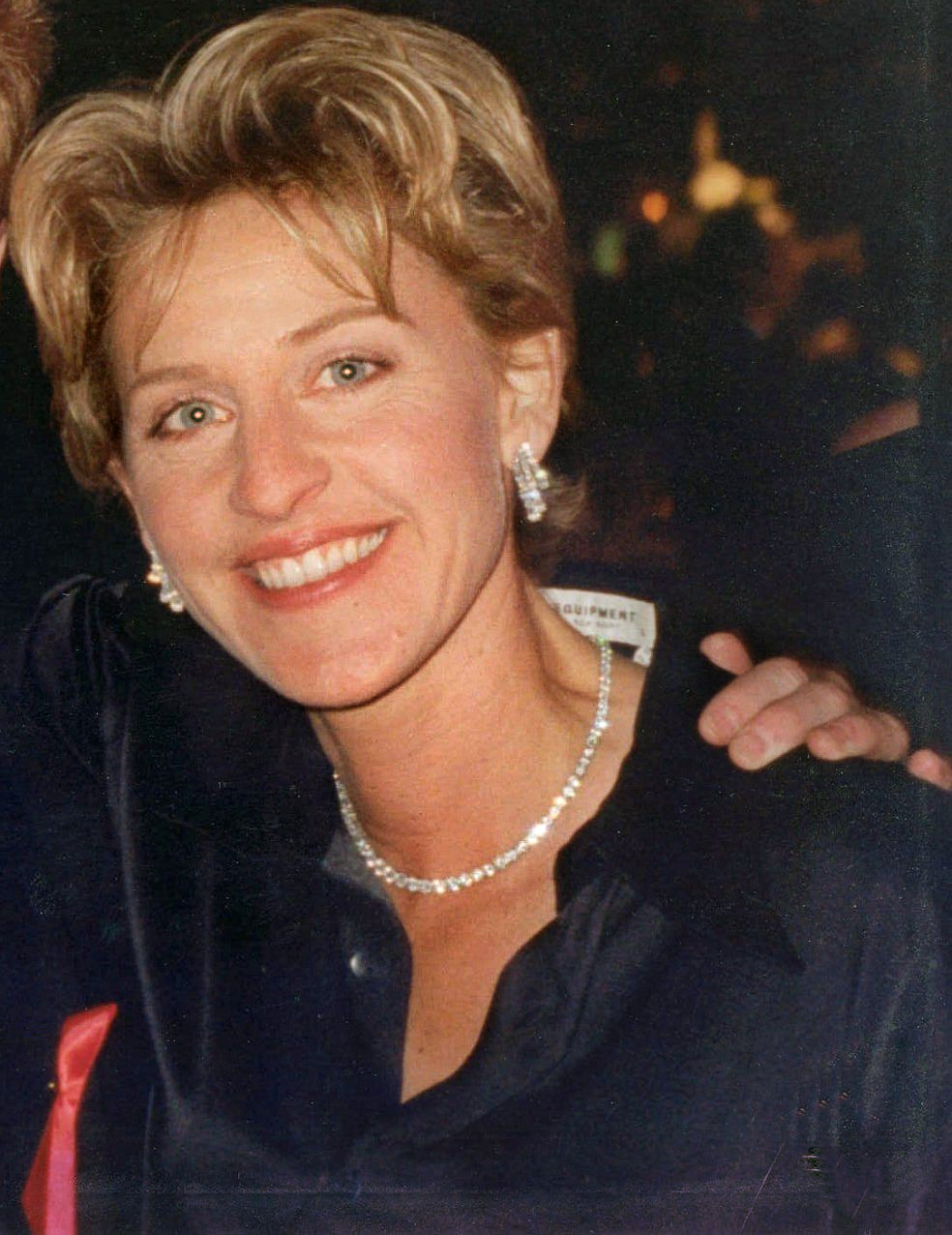
DeGeneres en 1994.

DeGeneres consiguió captar la atención del país en la exitosa comedia de televisión Ellen (1994-1998) (llamada Estos amigos míos durante la primera temporada). El programa de la cadena ABC se hizo muy popular en sus primeras temporadas en parte gracias al ingenio humorístico de DeGeneres, lo que haría que llegara a ser denominada la Seinfeld femenina.
Ellen logró un hito en abril de 1997 cuando DeGeneres (y su personaje en la serie) salió del armario: por una parte, en la portada de la revista Time; y por otra en la televisión nacional donde declaró públicamente que era lesbiana a Oprah Winfrey, que hacía de su terapeuta. A pesar de la polémica, o quizá debido a ella, el episodio en el que esto sucedía, titulado Episodio del cachorro ("The Puppy Episode"), fue uno de los más vistos de la serie. Sin embargo, episodios posteriores no lograrían llegar a repetir el éxito del episodio famoso y, tras un descenso en las audiencias, la serie fue retirada de la programación. DeGeneres volvió a realizar una gira de monólogos, y más tarde se restablecería exitosamente como presentadora.

### Ellen y su mundo
DeGeneres volvió a la televisión en 2001 con una nueva comedia del canal CBS, Ellen y su mundo (The Ellen Show). Aunque su personaje era de nuevo una lesbiana, no constituía el tema central de la serie. La serie recibió muy buenas críticas pero una baja audiencia, por lo que se retiró al finalizar la primera temporada.
Aunque su segunda serie de comedia no fue un éxito, Ellen recibió cobertura nacional el 4 de noviembre de 2001 al presentar la Gala de los Emmy. La Gala había estado a punto de ser cancelada en dos ocasiones por temor a parecer insensible tras los atentados del 11 de septiembre de 2001, por lo que era necesario un nuevo tono más solemne que al mismo tiempo permitiera a los espectadores olvidar temporalmente la tragedia. DeGeneres consiguió esto, recibiendo varias ovaciones en pie del público de la gala a lo largo de la noche por su actuación. Su frase memorable fue: "Se nos dice que sigamos con nuestra vida como siempre porque no hacerlo sería dejar que ganaran los terroristas y, en verdad, ¿qué podría alterar más a los talibán que una lesbiana de traje frente a una sala llena de judíos?"

### Voz de animación

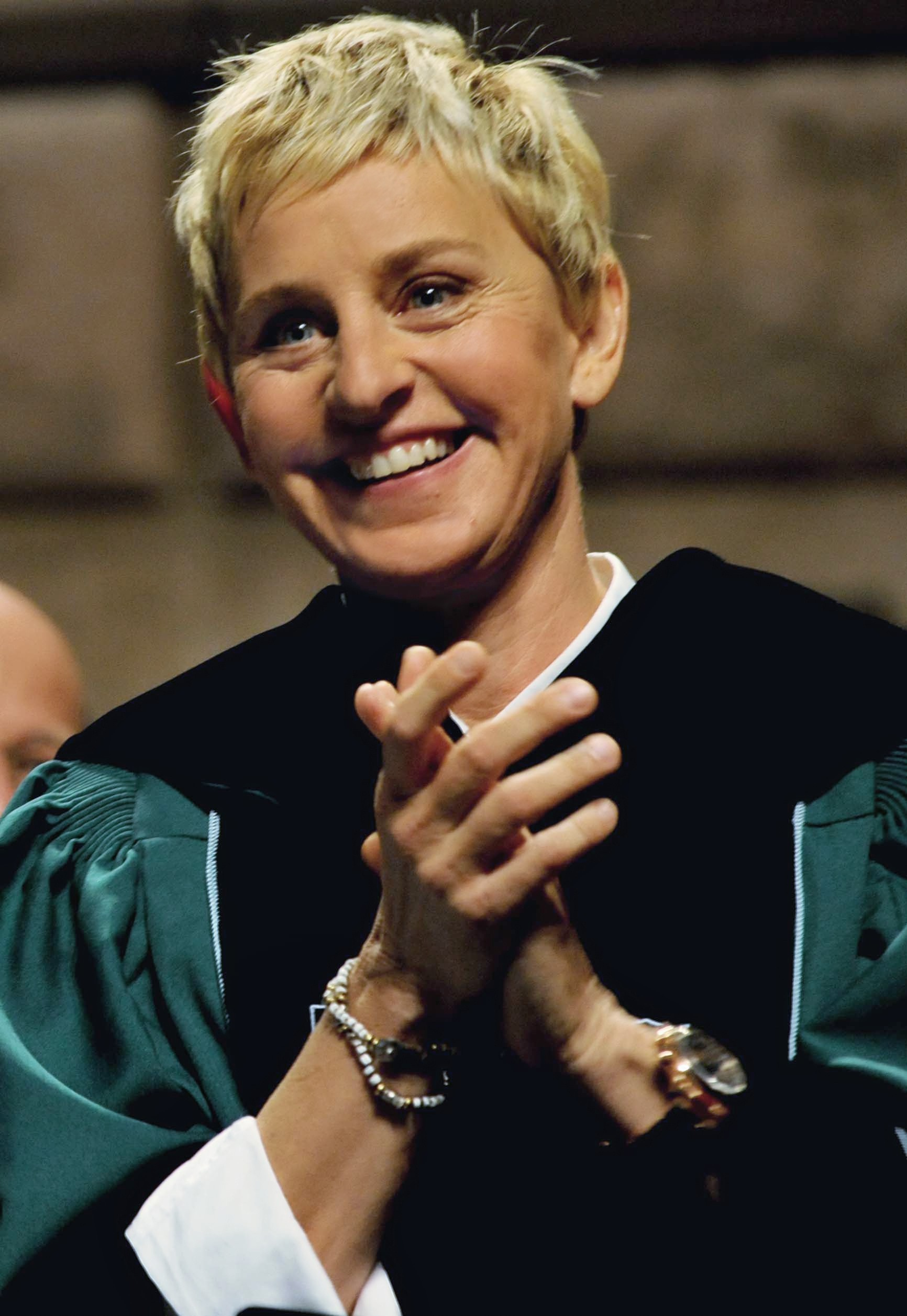
DeGeneres en 2009.

DeGeneres prestó su voz para el personaje de Dory, un pez con problemas de memoria a corto plazo, en la famosa película de animación de 2003 Buscando a Nemo, de Disney y Pixar. La película devolvió a DeGeneres a la fama, además de proporcionarle críticas muy positivas. Buscando a Nemo es una de las películas taquilleras más importantes de animación. Durante el año 2016 prestó nuevamente su voz en la exitosa secuela titulada Buscando a Dory, película que superó los mil millones de dólares en la recaudación mundial.

### Su programa de entrevistas y otras apariciones
En septiembre de 2003, DeGeneres presentó un nuevo programa matutino de formato de entrevistas, llamado The Ellen DeGeneres Show. Entre los numerosos programas de entrevistas que surgieron en 2003 presentados por celebridades, el de DeGeneres incrementó de manera consistente su audiencia y recibió críticas muy positivas de muchas fuentes. Curiosamente, la primera celebridad invitada fue Jennifer Aniston, icono de la comunidad gay estadounidense. El programa fue nominado para 11 premios Daytime Emmy en su primera temporada, de los que ganó cuatro, incluido el de mejor talk show. El programa ha ganado 15 premios Emmy en sus primeras tres temporadas en el aire. A DeGeneres se le conoce por sus bailes y canciones con el público al principio del programa y durante las pausas publicitarias. Suele dar diversos premios y viajes (gracias a sus patrocinadores) al público que acude a verla en directo. El 17 de noviembre de 2005, el programa se emitió al revés, de forma parecida a la película Memento. El 1 de mayo de 2009, el programa celebró la emisión número 1000, con la presencia de diversos invitados especiales como Paris Hilton, Justin Timberlake u Oprah Winfrey.
En noviembre de 2004, DeGeneres apareció bailando en una campaña publicitaria de American Express. Su anuncio más reciente de American Express, creado por Ogilvy y Mather, fue emitido en noviembre de 2006. El anuncio, en que aparecía junto a unos animales, tenía dos minutos de duración y fue rodado en blanco y negro. Además, su programa sirvió de plataforma para artistas como Charlie Puth para saltar al mundo de la música de manera masiva; Ellen, es una experta en encontrar talento.

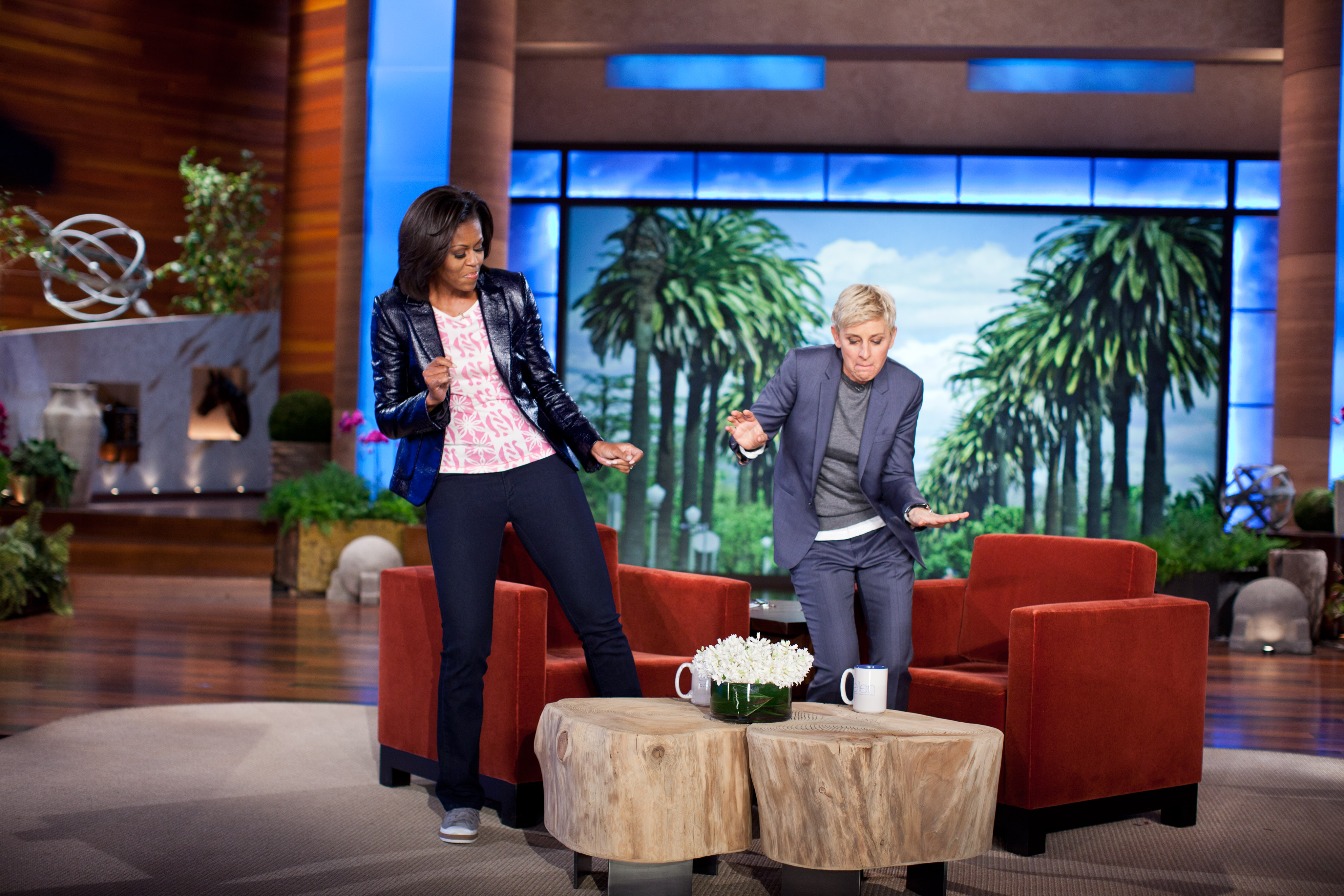
Michelle Obama y DeGeneres bailando en una emisión de The Ellen DeGeneres Show en 2012.

En agosto de 2005 DeGeneres fue seleccionada de nuevo para presentar la 57.ª Gala Anual de los Premios Emmy. Esta ceremonia tuvo lugar el 18 de septiembre de 2005, tres semanas después de que el huracán Katrina devastara la costa oeste de EE. UU, por lo que por segunda vez Ellen presentaba unos Emmy poco después de una tragedia nacional. Además, DeGeneres es de Nueva Orleans, ciudad arrasada por las inundaciones tras el paso del Katrina. Cuando anunció que presentaría de nuevo los Emmy, bromeó: "Ya saben cómo soy, cualquier excusa para ponerme un traje".
En mayo de 2006, DeGeneres apareció por sorpresa el día de inicio del curso académico en la Universidad de Tulane, en Nueva Orleans. Tras George H. W. Bush y Bill Clinton, subió al pódium en bata y con zapatillas acolchadas, alegando que "Me dijeron que todo el mundo llevaría túnicas" (juego de palabras en inglés, ya que robe significa tanto bata como túnica).
En 2007, Forbes calculó la fortuna de DeGeneres en 75 millones de dólares. Aproximadamente gana unos 15 millones de dólares al año por The Ellen DeGeneres Show. El programa se transmite actualmente en Argentina, Chile, Colombia, Ecuador, Perú, Uruguay y Venezuela por OnDIRECTV.
El programa finalizó el 26 de mayo del 2022 después de diecinueve temporadas. El último programa tuvo de invitadas a Jennifer Aniston, Billie Eilish y a Pink como la invitada musical.Luego de las acusaciones por acoso laboral por las que terminó su programa, no volvió a tener ninguna aparición visible en televisión.

## Controversias por ambiente laboral
En julio de 2020, una investigación de BuzzFeed News reveló acusaciones de ex empleados de The Ellen DeGeneres Show que describían un ambiente laboral “tóxico”. Los testimonios incluían despidos injustificados tras ausencias médicas o por duelo, comentarios racistas, intimidación y falta de supervisión directa por parte de DeGeneres sobre el trato del personal. Tres productores ejecutivos fueron señalados en las denuncias por conducta inapropiada y acoso sexual.
WarnerMedia, la empresa productora del programa, abrió una investigación interna que resultó en la salida de los productores Ed Glavin, Kevin Leman y Jonathan Norman en agosto de ese mismo año.
En el estreno de la temporada 18, el 21 de septiembre de 2020, DeGeneres se refirió públicamente a la situación con una disculpa: “Aprendimos cosas que sucedieron aquí y que nunca deberían haber pasado. Lo tomo muy en serio y quiero decir que lo siento profundamente con las personas afectadas”.

## Los premios Óscar
El 7 de septiembre de 2006, DeGeneres fue elegida como maestra de ceremonias para presentar la 79.ª Gala de los premios Óscar, que tuvo lugar el 25 de febrero de 2007.
Se convirtió así en la primera persona abiertamente homosexual en presentar la gala. DeGeneres señaló que presentar los Oscar suponía la consecución de un sueño personal. Durante la ceremonia DeGeneres dijo "Qué noche tan maravillosa, cuánta diversidad en la sala, en un año en el que tantas cosas negativas se han dicho sobre la raza, religión u orientación sexual de la gente. Y quiero señalar esto: si no hubiera negros, judíos y gais, no habría Oscars, o nadie llamado Óscar, si lo piensan".
Las críticas que recibió sobre su actuación fueron en general positivas, tales como: "DeGeneres triunfó, pues nunca se olvidó del hecho de que no estaba allí únicamente para entretener a los nominados al Oscar, sino para divertir a la gente en casa". De hecho, Regis Philbin dijo en una entrevista que "el único inconveniente fue que no hubo más Ellen".
Volvería a ser anfitriona siete años más tarde, en la edición número 86 de los premios Óscar, celebrada el 2 de marzo del año 2014.

## Vida personal

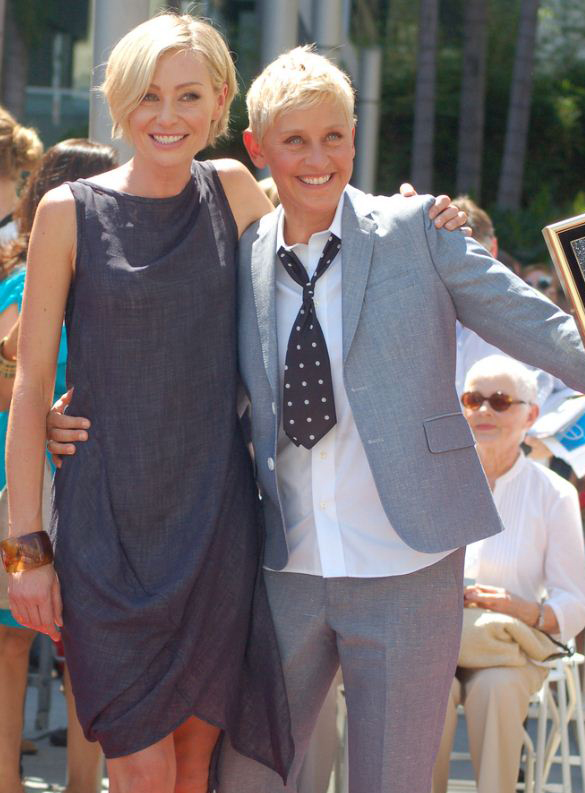
Portia de Rossi y DeGeneres en 2012.

La relación de DeGeneres con la actriz Anne Heche se convirtió de inmediato en objetivo de los tabloides. Tras varios años en primera línea de interés de las cámaras y periodistas, Heche rompió con DeGeneres y se casó más tarde con Coley Laffoon, un hombre y cámara de profesión. DeGeneres entonces mantuvo una relación con la actriz, directora y fotógrafa Alexandra Hedison, e incluso aparecieron en la portada de una revista de enfoque lgbt, The Advocate (irónicamente, cuando su separación ya había sido comunicada a la prensa). En 2004 DeGeneres inició una relación con una estrella de las series de televisión Arrested Development y Ally McBeal, la actriz Portia de Rossi. DeGeneres y de Rossi viven actualmente en Beverly Hills, California.
La madre de DeGeneres, Betty, describe en su libro Love, Ellen ("Amor, Ellen") que se sintió inicialmente estupefacta cuando su hija anunció que era lesbiana. No obstante, la apoya incondicionalmente. Betty DeGeneres pertenece y colabora activamente con una asociación de padres y familiares de gais y lesbianas (PFLAG, en inglés) y es portavoz del grupo HRC Proyecto Saliendo [del armario]. Además, ha sobrevivido a un cáncer de mama
En 2008 Ellen admitió haber sufrido abusos sexuales en su adolescencia por parte de su padrastro, que aprovechando la enfermedad de su madre empezó a tocar a Ellen en busca de presuntos tumores y de ahí pasó a más cosas, como ella misma dijo. Cuando le preguntaron si esa fue la causa de ser lesbiana ella comentó: «Siempre he sido lesbiana y este hecho no tiene nada que ver. El motivo de hacerlo público fue para que los adolescentes sepan las diferentes maneras de decir NO y que cuando les pase algo así lo puedan decir a alguien cercano.
En la tarde del 1 de septiembre de 2006, DeGeneres sufrió daños leves en un accidente múltiple de coche cuando un Porsche Carrera se empotró en un Buick Le Sabre, y a continuación se incrustó en el auto de DeGeneres (que estaba de paseo por Sunset Boulevard con su novia Portia de Rossi). Ellen pudo abandonar el escenario del accidente por su propio pie. Dos hombres de unos veinte años, más tarde identificados como paparazzi, conducían el Buick, y el otro vehículo lo conducía una mujer de 52 años.
DeGeneres contrajo matrimonio con Portia de Rossi el 16 de agosto de 2008 en una ceremonia íntima celebrada en Los Ángeles tras cuatro años de noviazgo. Aunque podrían recurrir a la adopción o a la fecundación in vitro, la pareja decidió no tener hijos.
Ellen DeGeneres y Portia de Rossi son veganas desde 2008 y ambas están planeando abrir un restaurante vegano.
En 2018 como regalo para Portia creó "The Ellen DeGeneres Wildlife Fund" una organización dedicada a garantizarle a los gorilas un mejor lugar en donde vivir.

## Premios

### Premios Emmy
Existen dos modalidades de premios Emmy, una que corresponde a los programas emitidos durante los horarios normales, y otra que corresponde a los programas emitidos en horas de máxima audiencia. DeGeneres ha ganado premios en ambas modalidades, como se muestra a continuación.
| Año  | Premio                 | Categoría                                        | Programa                  |
| ---- | ---------------------- | ------------------------------------------------ | ------------------------- |
| 1997 | Premios Primetime Emmy | Mejor Guion de comedia                           | Ellen "The Puppy Episode" |
| 2004 | Premios Daytime Emmy   | Mejor Programa de Entrevistas                    | The Ellen DeGeneres Show  |
| 2005 | Premios Daytime Emmy   | Clase especial al mejor guion                    | The Ellen DeGeneres Show  |
| 2005 | Premios Daytime Emmy   | Mejor presentadora de un Programa de Entrevistas | The Ellen DeGeneres Show  |
| 2005 | Premios Daytime Emmy   | Mejor Programa de Entrevistas                    | The Ellen DeGeneres Show  |
| 2006 | Premios Daytime Emmy   | Clase especial al mejor guion                    | The Ellen DeGeneres Show  |
| 2006 | Premios Daytime Emmy   | Mejor presentadora de un Programa de Entrevistas | The Ellen DeGeneres Show  |
| 2006 | Premios Daytime Emmy   | Mejor Programa de Entrevistas                    | The Ellen DeGeneres Show  |

### Globo de Oro
| Año  | Categoría                                                         | Película | Resultado |
| ---- | ----------------------------------------------------------------- | -------- | --------- |
| 1995 | Globo de Oro a la mejor actriz de serie de TV - Comedia o musical | Ellen    | Candidata |
| 2020 | Globo de Oro Premio trayectoria televisiva Carol Burnett          | -        | Ganador   |

### People's Choice Awards
| Año  | Premio                                                       |
| ---- | ------------------------------------------------------------ |
| 2005 | Presentadora favorita de un Programa de Entrevistas          |
| 2005 | Estrella Divertida Favorita Femenina                         |
| 2006 | Presentadora favorita de un Programa de Entrevistas matutino |
| 2006 | Estrella Divertida Favorita Femenina                         |
| 2007 | Presentadora favorita de un Programa de Entrevistas matutino |
| 2007 | Estrella Divertida Favorita Femenina                         |
| 2009 | Anfitriona favorita de Programa de Entrevistas               |
| 2012 | Presentadora favorita de un Programa de Entrevistas matutino |
| 2014 | Anfitrión de programa de tv diurno favorito                  |
| 2015 | Anfitrión de programa de tv diurno favorito                  |
| 2016 | Anfitrión de programa de tv diurno favorito                  |
| 2016 | Labor Humanitario                                            |
| 2017 | Anfitrión de programa de tv diurno favorito                  |
| 2017 | Voz favorita de película animada                             |

### Kids Choice Awards
- 2004 Voz favorita en una película de animación, Buscando a Nemo

### Teen Choice Awards
- 2009 mejor Twitter (página de Internet)

### Premio Estrella de Hollywood
- 2012 por ser presentadora (The Ellen Show)

## Condecoraciones
- 2016 - Medalla Presidencial de la Libertad[36]

## Trabajos en televisión

### Programa de Entrevistas
- The Ellen DeGeneres Show (2003-2022)
- Ellen's Energy Adventure (Show in Epcot Disney World, Orlando)

### Series de TV
- Women of the Night (1988)
- Open House (1989-1990)
- Laurie Hill (1992-1993)
- Ellen (1994-1998)
- The Ellen Show (2001-2002)
- American Idol  (2010)

### Especiales de TV
- Ellen DeGeneres: The Beginning (2000)
- On the Edge (2001)
- Ellen DeGeneres: Here and Now (2003)
- Ellen's Really Big Show (2007)

### Especiales en Netflix
- Relatable (2018)

## Filmografía
- Arduous Moon (1990) - (corto)
- Wisecracks (1991) - (documental)
- Coneheads (1993)
- Trevor (1994) - (corto)
- Universe’s Energy: Ellen's Energy Adventure (1996) - (corto)
- Mr. Wrong (1996)
- Goodbye Lover (1998)
- Dr. Dolittle (1998) - (voz)
- EDtv (1999)
- The Love Letter (1999)
- If These Walls Could Talk 2 (2000)
- Pauly Shore Is Dead (2003)
- Buscando a Nemo (2003) - (voz)
- My Short Film (2004) - (corto)
- Buscando a Dory (2016) - (voz)
- Little Ellen  (2021)

## Libros
- My Point...And I Do Have One (1995)
- The Funny Thing Is... (2003)
- Seriously... I'm kidding (2011)
- Home (2015)

## Discografía
- Ellen DeGeneres: Taste This
- The Ellen DeGeneres Show: DVDlicious

## Homenajes
- ICONS: The Lesbian and Gay History of the World, Vol. 1 – La estrella del Comedy Central Jade Esteban Estrada interpreta a DeGeneres en la aclamada comedia de 2002.